# Конселве
Конселве је насеље у Италији у округу Падова, региону Венето.
Према процени из 2011. у насељу је живело 8768 становника. Насеље се налази на надморској висини од 8 м.

## Становништво
| 1951. | 1961. | 1971. | 1981. | 1991. | 2001. | 2011.  |
| ----- | ----- | ----- | ----- | ----- | ----- | ------ |
| 8.302 | 6.885 | 7.491 | 8.217 | 8.460 | 8.970 | 10.293 |

## Партнерски градови
- Јасберењ